# Yn
Yn (Ꙟ ꙟ) é uma letra cirílica arcaica. Ela parece com a letra cirílica Psi (Ѱ ѱ) de cabeça pra baixo.
Foi usado no alfabeto cirílico romeno, onde representava os sons [ɨn], [ɨm] e [ɨ] no início das palavras. No alfabeto romeno moderno ele é substituído por ⟨în⟩ ⟨îm⟩ ou ⟨î⟩

## Códigos de computação
| Personagem                       | Ꙟ                            | Ꙟ                            | ꙟ                         | ꙟ                         |
| -------------------------------- | ---------------------------- | ---------------------------- | ------------------------- | ------------------------- |
| Nome Unicode                     | LETRA DE CAPITAL CIRÚRICO YN | LETRA DE CAPITAL CIRÚRICO YN | LETRA PEQUENA CIRCULAR YN | LETRA PEQUENA CIRCULAR YN |
| Codificações                     | decimal                      | hexadecimal                  | decimal                   | hexadecimal               |
| Unicode                          | 42590                        | U + A65E                     | 42591                     | U + A65F                  |
| UTF-8                            | 234 153 158                  | EA 99 9E                     | 234 153 159               | EA 99 9F                  |
| Referência de caractere numérico | & # 42590;                   | & # xA65E;                   | & # 42591;                | & # xA65F;                |

- Como poucas fontes contêm os glifos apropriados, a seta para cima (↑) é às vezes substituída. As fontes notáveis que incluíram este glifo são FreeSerif e Segoe UI (desde o Windows 8 )